# Vochysia oppugnata
Vochysia oppugnata är en tvåhjärtbladig växtart som först beskrevs av Vell., och fick sitt nu gällande namn av Johannes Eugen ius Bülow Warming. Vochysia oppugnata ingår i släktet Vochysia och familjen Vochysiaceae. Inga underarter finns listade i Catalogue of Life.